# Carl Nikolai Starcke

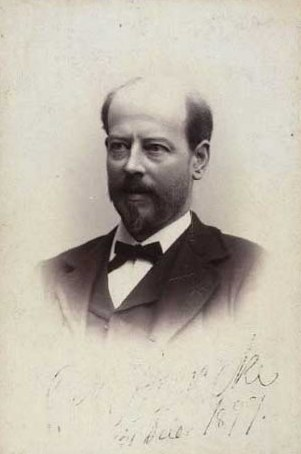
Carl Nicolai Starcke

Carl Nikolai Starcke (* 29. März 1858 in Kopenhagen; † 7. März 1926 ebenda) war ein dänischer Soziologe, Politiker, Pädagoge und Philosoph. Starcke war Freimaurer.

## Leben
Starcke promovierte 1883 mit einer Arbeit über Ludwig Feuerbach. 1916 wurde er gegen den Widerstand von Harald Høffding Professor der Philosophie an der Universität Kopenhagen.
Er war zunächst Mitglied der liberalen Partei Venstre. 1905 war er Mitbegründer der sozialliberalen Partei Det Radikale Venstre. Er war auch mit dieser Partei unzufrieden und daher an der Gründung von Danmarks Retsforbund beteiligt, der von 1913 bis 1919 teilweise zur Venstre gehörte und 1919 eine eigenständige Partei wurde. Während dieser Zeit gehörte er auch als Abgeordneter dem Folketing an. Von 1913 bis 1916 war er Vorsitzender der Henry George-foreningen.

## Pädagogik
Starcke gründete 1899 die Det Danske Selskabs Skole in Frederiksberg, die erste freie Schule in Europa, an der man das Abitur ablegen konnte. Diese Schule bestand bis 1911.

## „Die primitive Familie in ihrer Entstehung und Entwickelung“

### Familiensoziologie
Starckes bekanntestes Buch ist das 1888 veröffentlichte Die primitive Familie in ihrer Entstehung und Entwickelung. Darin untersuchte er die Sozialstrukturen verschiedener Populationen in Afrika, Australien und Asien, und verglich sie miteinander.
Starcke schrieb über dieses Buch:

„Der Zweck meiner Arbeit ist: die primitive Familie zu erkennen und die Vorstellungen, auf welchen sie gebaut ist, sowie die Keime des sittlichen Wachsthums, die sie enthält, nachzuweisen.“

### Komparative Methode
Starcke wendete sich gegen die spekulative Konstruktion der Geschichte und will sie durch die Anwendung der komparativen Methode ersetzen. Er wendet sich gegen ein Missverständnis dieser Methode:

„Gleiche Legenden und Mythen, gleiche sociale Institutionen, Gebräuche und Sitten können wir nicht als Zeugniss gemeinsamen Ursprungs deuten, weil solche Gleichartigkeiten Folge von Ursachen sein können, die gänzlich unabhängig an mehreren Orten und zu verschiedenen Zeiten ins Dasein treten können.“

Mit der komparativen Methode kann man nach Starcke zwar nicht auf einen gemeinsamen Ursprung, wohl aber auf gleiche Verhältnisse schließen.